# Ole Andresen
Ole Andresen (født 24. maj 1937 på Frederiksberg, død 23. november 2010) var en dansk cand.polit. og erhvervsleder, der var generaldirektør i DSB i størstedelen af 1980'erne og i sine sidste år formand for Business Danmark Uddannelse.
Andresen var søn af en kommunaldirektør i Taastrup og blev student fra Roskilde Katedralskole 1956 og derefter cand.polit. 1963 fra Københavns Universitet. Han fik sit første job som 20-årig på Aktuelt. Han blev tilbudt en karriere på avisen, men skiftede til DSB, hvor han først blev kontorchef og siden steg i graderne til at blive generaldirektør i 1981, hvilket han var indtil 1988. I hans tid blev blandt andet IC3-toget udviklet til erstatning for de ældre, lokomotivtrukne lyntog, og banenettet blev delvist elektrificeret (1984 og frem). Han fortsatte også det omfattende designprogram, som Jens Nielsen stod bag. Samtidig etablerede han en egentlig presseafdeling i etaten.
Han var fra 1966-70 medlem af kommunalbestyrelsen i Høje-Taastrup for Socialdemokratiet. I 1988 blev han tilbudt posten som administrerende direktør i Kreditforeningen Danmark, hvor han var indtil 1996. Derpå var han i Scandinavian Design for derefter at blive direktør i Dansk Folkeferie. I 1985 blev han medlem af Akademiet for de Tekniske Videnskaber.
Derudover var han bestyrelsesformand i København Zoo, Jytte Abildstrøms Teater og B+ samt bestyrelsesmedlem i KAB og 11 design. Han havde tidligere bestyrelsesposter i Det kongelige Teater, Nørrebros Teater og Det Danske Filminstitut.
Han var censor i oplevelsesøkonomi ved Copenhagen Business School.
Andresen fik tre børn.
Ole Andresen ligger begravet på Hellerup Kirkegård, med et gravmonument udført af Schannong Stenhuggeri.